# Lipe Veloso
Lipe Veloso (født 7. april 1997) er en brasiliansk fodboldspiller.